# Olimpíada d'escacs de 2010
L'Olimpíada d'escacs de 2010 fou la 39a edició oficial de les Olimpíades d'escacs, torneig d'escacs organitzat per la Federació Internacional d'Escacs. Comprengué tant una competició absoluta com una d'específica per a dones, així com diversos altres esdeveniments dirigits a la promoció dels escacs. Se celebrà entre el 19 de setembre i el 4 d'octubre de 2010 a Khanti-Mansisk, a la Sibèria occidental, Rússia. Simultàniament, se celebrà l'assemblea general de la FIDE, en la qual s'elegí el nou president de l'organisme: fou reelegit Kirsan Iliumjínov, qui va derrotar Anatoli Kàrpov en la votació per 95 vots a 55.
Khanti-Mansisk va ser triada com a seu durant l'Olimpíada de 2006, batent les candidatures de Budva, Buenos Aires, Riga i Poznań. Rússia havia organitzat les Olimpíades d'escacs en tres ocasions anteriors: XII Olimpíada (1956) (encara com a Unió Soviètica), XXXI Olimpíada (1994) i XXXIII Olimpíada (1998).
Hi participaren un total de 1305 jugadors de 141 equips, repartits entre equips de cinc jugadors, un dels quals era suplent. Entre els jugadors, 254 eren Grans Mestres i 164 Mestres Internacionals.

## Reglament
El torneig es disputà per sistema suís a 11 rondes; les partides es jugaven a un ritme de joc de 90 minuts per les primeres 40 jugades, i 30 minuts addicionals, més 30 segons d'increment per jugada. La puntuació dels equips es computava a raó de 2 punts per la victòria de l'equip, 1 per l'empat, i cap per la derrota. En cas d'empat en la classificació, s'aplicaven successivament els desempats:
- sistema Sonnenborn-Berger: suma dels punts dels adversaris contra els quals s'hagi jugat (excepte l'equip amb menor puntuació), cadascun multiplicat per la puntuació obtinguda per cada equip adversari;
- suma dels punts fets pels mateixos jugadors (game points);
- Buchholz: suma dels punts dels equips rivals, exclòs aquell amb la puntuació més baixa.[7]

Tot i que inicialment s'havia previst la participació de cinc equips russos en total (tres al torneig obert, i dos al femení), finalment en foren vuit, cinc al torneig principal i tres al femení.

## Torneig obert
Al torneig obert, o absolut, hi participaren 148 equips, cinc dels quals eren russos. L'equip de Romania es va retirar poc abans de l'inici de la competició, per discrepàncies dels jugadors amb la seva Federació.

### Resultats per equips
A més a més de la classificació general, i sobre la base del seed, en cinc grups; varen obtenir premi les tres primeres seleccions classificades de cada grup (excloses les premiades amb medalla a la classificació general).
| Pos. | Equip           | Jugadors                                                                                          | Seed | Elo  | 2  | 1 | 0 | Punts | S-B   |
| ---- | --------------- | ------------------------------------------------------------------------------------------------- | ---- | ---- | -- | - | - | ----- | ----- |
|      | Ucraïna         | Vassil Ivantxuk, Ruslan Ponomariov, Pàvel Eliànov, Zahar Efimenko, Oleksandr Moissèienko          | 2    | 2737 | 19 | 8 | 3 | 0     | 380,5 |
|      | Rússia 1        | Vladímir Kràmnik, Aleksandr Grisxuk, Piotr Svídler, Serguei Kariakin, Vladimir Malakhov           | 1    | 2755 | 18 | 8 | 2 | 1     | 379,5 |
|      | Israel          | Borís Guélfand, Emil Sutovsky, Ilià Smirin, Maxim Rodshtein, Victor Mikhalevski                   | 11   | 2676 | 17 | 7 | 3 | 1     | 367,5 |
| 4    | Hongria         | Péter Lékó, Zoltan Almasi, Judit Polgár, Ferenc Berkes, Csaba Balogh                              | 5    | 2698 | 17 | 8 | 1 | 2     | 355,5 |
| 5    | R.P. de la Xina | Wang Yue, Bu Xiangzhi, Wang Hao, Zhou Jianchao, Li Chao                                           | 3    | 2703 | 16 | 7 | 2 | 2     | 362,0 |
| 6    | Rússia 2        | Ian Nepómniasxi, Ievgueni Alekséiev, Nikita Vitiúgov, Ievgueni Tomaixevski, Artiom Timoféiev      | 4    | 2702 | 16 | 8 | 0 | 3     | 355,0 |
| 7    | Armènia         | Levon Aronian, Vladímir Akopian, Gabriel Sargissian, Arman Paixikian, Avetik Grigoryan            | 6    | 2698 | 16 | 7 | 2 | 2     | 345,0 |
| 8    | Espanya         | Aleksei Xírov, Francisco Vallejo Pons, Ivan Salgado Lopez, Jordi Magem Badals, Daniel Alsina Leal | 16   | 2658 | 16 | 7 | 2 | 2     | 332,0 |
| 9    | Estats Units    | Hikaru Nakamura, Gata Kamsky, Alexander Onischuk, Yuri Shulman, Robert Lee Hess                   | 9    | 2691 | 16 | 7 | 2 | 2     | 315,5 |
| 10   | França          | Maxime Vachier-Lagrave, Laurent Fressinet, Vladislav Tkachiev, Romain Edouard, Sebastien Feller   | 10   | 2681 | 16 | 6 | 4 | 1     | 311,5 |

## Torneig femení
Al torneig femení hi participaren 114 equips, tres dels quals en representació d'Alemanya.

## Incidències
A la primera ronda, l'equip del Iemen va refusar de jugar contra Israel, per motius polítics, i tots els jugadors israelians varen sumar una victòria sense jugar.